# 卡尔沃内拉斯
卡尔沃内拉斯，是西班牙安达卢西亚自治区阿尔梅里亚省的一个市镇。 总面积96km2, 总人口6823人（2001年），人口密度71人/km2。